# Регмаглипти
Регмаглиптите (от гръцки ῥῆγμα – пукнатина, драскотина и γλυπτός – издълбан, набразден) са характерни плитки, често сферични вдлъбнатини по повърхността на метеорит, наподобяващи пръстови отпечатъци, издълбани по време на преминаването му през слоевете на земната атмосфера. В много случаи са покрити с разтопена кора.

## Образуване
При преминаването си през атмосферата големите, неправилни метеоритни тела изпитват неравномерни натоварвания поради неравномерните сили, създадени от въздушната турбуленция, и се раздробява на части. По време на полета си през атмосферата скоростта на метеоритното тяло рязко се забавя. Освободената в този процес енергия се превръща в топлина, която кара външния му, повърхностен слой да се топи и част от материята започва да се изпарява, т.е. протича процес на аблация. Съпротивлението на въздушните молекули може да доведе до ситуация, при която забавянето на обекта пада почти до нулата и скоростта му става много по-ниска от скоростта, с която тялото е навлязло в атмосферата. Зоната, където това се случва, се нарича зона на спиране. Скоростта на тялото може да бъде толкова ниска, че значително намалената сила на съпротивление, в зависимост от скоростта, води до отделяне на по-малко топлина. Това може да накара тялото да изгасне и да започне процес на охлаждане. Именно тогава е моментът, когато може да започне процесът по образуване на регмаглипти.
Регмаглиптите са най-характерният елемент от релефа на повърхността на всички видове метеорити и често служат за разграничаването им от тела със земен произход. Образуването им е предизвикано от многобройните атмосферни въздушни вихри и тези вдлъбнатини покриват цялата повърхност на метеоритното тяло, или на отчупените вече фрагменти. Формират се в последния етап от полета му в атмосферата, когато скоростта му значително намалява, ударната вълна отслабва или напълно изчезва, а самото тяло претърпява смачкване. Колкото по-голям е размерът на самия фрагмент, толкова по-големи са регмаглипите и най-често се срещат при най-големите метеорити. Получава се интересен феномен на вихровото движение на въздуха, течащ около метеорита или раздробените му части. Още през миналия век Леонид Кулик и Евгений Кринов изказват мнението, че образуването на регмаглипти е свързано с разбиването на кристалната решетка в метеорита от въздушните молекули, докато той се движи с космическа скорост през атмосферата.

## Форма и размери
Регмаглиптите могат да имат разнообразни контури и размери. Най-често се срещат многоъгълни, кръгли или овални. Формата им зависи от разположението им по метеоритната повърхност спрямо посоката на движение на тялото през атмосферата. На страничната повърхност те обикновено са удължени, а на задната, както и във вдлъбнатини, по-често се срещат кръгли или многоъгълни.
Размерите им зависят от големината на метеорита – колкото по-голям е той, толкова по-големи са и регмаглиптите, но обикновено варират от няколко милиметра до няколко сантиметра. Често диаметърът им е приблизително равен на 1/10 от този на метеорита, измерен перпендикулярно на посоката му на движение. При метеорити със среден размер, тежащи няколко или няколко десетки килограма, диаметърът им е около 1 – 2 см. Тази зависимост се вижда много добре при фрагменти от Сихоте-Алинския метеорит, паднал в Русия през 1947 г. Все пак, регмаглипти могат да се видят в много различни форми и размери при различните метеорити. При каменните метеорити те са по-плитки и не са така добре оформени както при железните, при които са по-дълбоки и с по-ясни контури. По техния размер може да се съди за общата маса на падналия метеорит, преди той да бъде разбит във въздуха, като и за посоката му на движение.
Наличието на регмаглипти по повърхността на фрагментите от един метеорит зависи и от това, в кой период на преминаването му през атмосферата са откъснати. Ако това се е случило при второ или трето разпадане, когато тялото вече е доста по-близо до земната повърхност и въздушните вихри действат върху него за по-кратко време, е възможно въобще да не се получат регмаглипти, или ако се появят, да са много по-малки и по-плитки. Ако при полета си тялото се върти, регмаглипти също не могат да се образуват. В зависимост от размера на регмаглиптите, при метеоритен дъжд може да се направи приблизителна преценка в кой момент от полета в атмосферата се е отделил някой от фрагментите.